# Kořenový krček

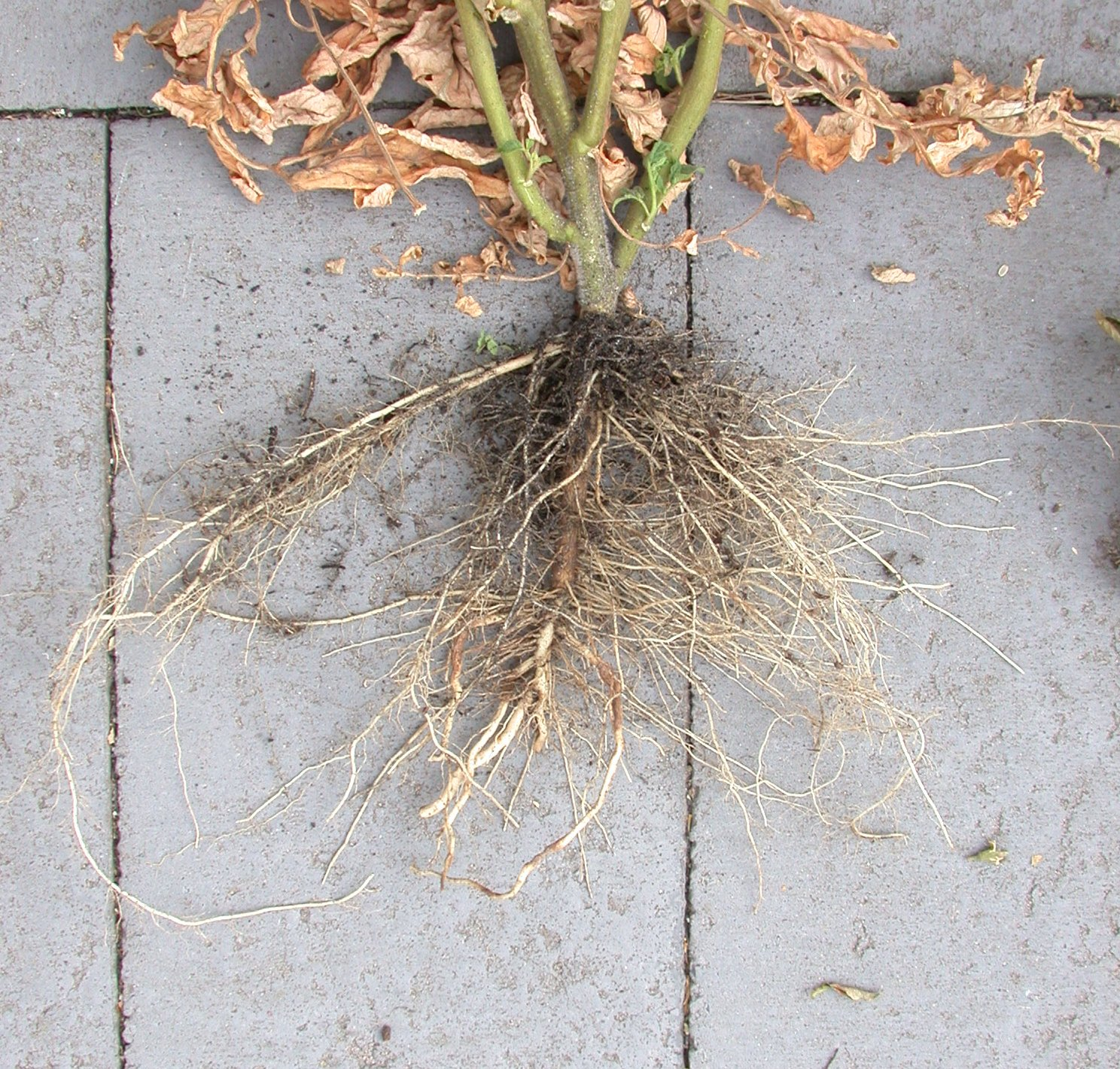
Kořenový krček je místo nad kořeny v nejspodnější části kmínku nebo stonku.

Kořenový krček - místo nad kořenovým systémem na spodní části kmene nebo stonku u rostlin. Místo je mnohdy i barevně zřejmé přechodem mezi zbarvením kořene a kmínku. Při výsadbě má být kořenový krček nad zemí. Kořenový krček je místo kde je prováděno očkování. Z kořenového krčku, z podnože pod naštěpovanou odrůdou mohou vyrážet výhony podnože u naštěpovaných rostlin (chimér). Tento jev je velmi častý při významném poškození naštěpované odrůdy.
Bakteriální boulovitost kořenů poškozuje kořenový krček tvorbou nádorů, ale toto místo je někdy poškozováno i hlodavci a v předjaří lesní zvěří.